# Culture de Tcherniakhov

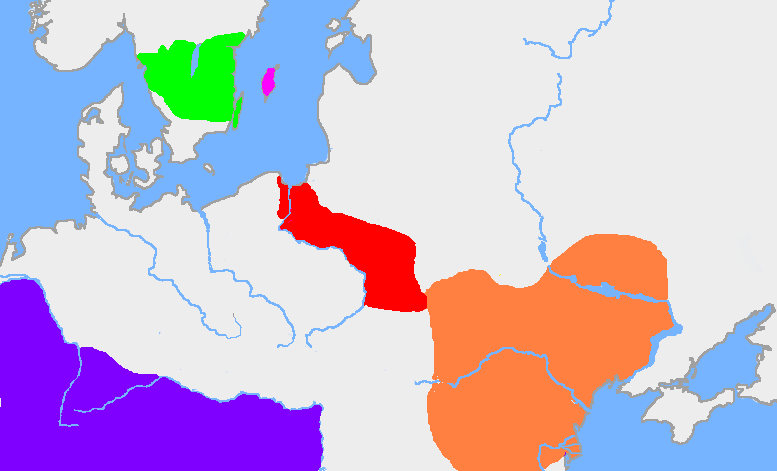
La culture de Tcherniakhov est représentée en orange, la culture de Wielbark du IIIe siècle en rouge. L'île de Gotland est marquée en rose et l'extension traditionnelle du Götaland en vert, l’Empire romain en violet.

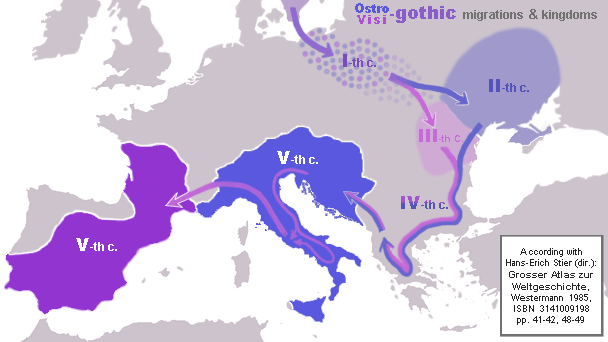
Les migrations des Goths.

La culture de Tcherniakhov (dite aussi de Dridu ou de Sânta-Ana de Mureș en Moldavie et Roumanie) est une culture pré-slave du IIe au Ve siècle qui s’est développée de la Biélorussie au bassin du bas-Danube en passant par l’Ukraine. Les sites éponymes sont le village de Tcherniakhov dans l’oblast de Kiev en Ukraine, fouillé dans les premières années du XXe siècle, et ceux de Dridu en Valachie et de Sânta-Ana de Mureș en Transylvanie. Son existence est attestée par un millier de sites archéologiques et, en dépit des traits homogènes à travers toute son étendue (les territoires des actuelles Ukraine, Moldavie, Roumanie et Pologne méridionale) son unité est discutée, les sites biélorusses et ukrainiens étant souvent présentés comme proto-slaves, et les sites moldaves et roumains comme proto-roumains.

## Ethnogenèse

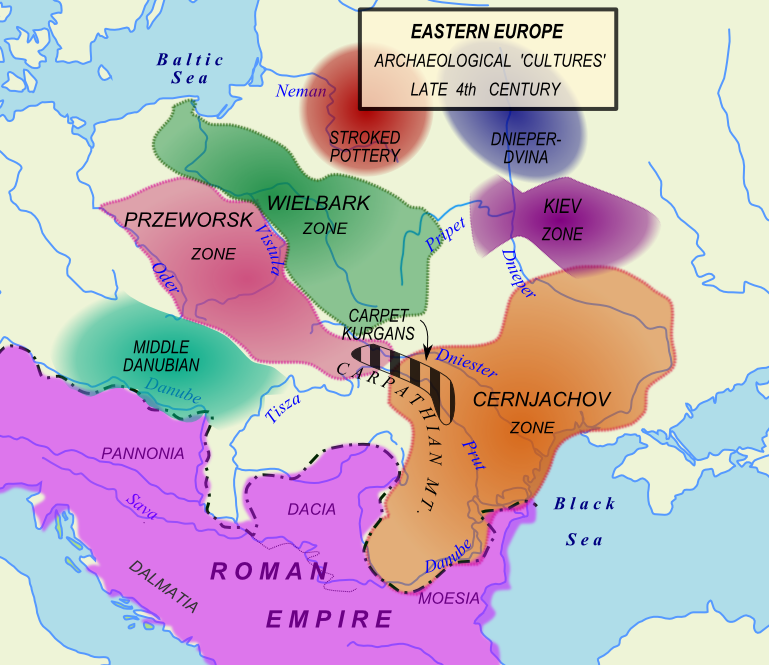
La culture de Tcherniakhov vers le III.

Cette culture apparaît au IIe siècle. Les chercheurs débattent toujours sur la réalité d’une « unité culturelle, linguistique, ethnique » des populations de cette culture. Dans la première moitié du XXe siècle, ils se sont consacrés principalement à l’identification de cette culture archéologique avec l’un des peuples connus par l’histoire écrite. Les archéologues soviétiques, comme Boris Rybakov, y voyaient des vestiges archéologiques des Protoslaves, tandis que les historiens d’Europe centrale, et tout particulièrement les Allemands, attribuaient cette culture aux Goths. L’« hypothèse culturelle-historique » formulée par l’archéologue allemand Gustaf Kossinna se fonde sur l’idée que « les aires de cultures archéologiques définies précisément correspondent sans discussion possible avec une nation particulière, peuple ou tribu. » Toutefois, le lien entre les vestiges archéologiques et la culture matérielle d’une ethnie ne paraît plus aussi clair aujourd’hui. Les chercheurs sont de nos jours plutôt enclins à voir dans les cultures matérielles des systèmes économico-culturels partagés par plusieurs peuples différents.

« Ce qui créait des frontières entre ces espaces culturels, ce n’étaient pas les frontières politiques de peuples en particulier, mais les limites géographiques à l’intérieur desquelles les populations pouvaient commercer avec une régularité suffisante pour qu’elles partagent une partie ou la totalité de leur culture matérielle (la poterie, l'orfèvrerie, l'habitat, les rites funéraires etc.) »

— Peter Heather, The Fall of the Roman Empire: A New History of Rome and the Barbarians, 2006
Fondamentalement, les chercheurs[Qui ?] hésitent à assigner une origine ethnique aux vestiges archéologiques, même s’ils admettent que certains objets ont pu être retravaillés après avoir changé d’utilisateur, à la suite d’échanges ou de conflits entre groupes ethniques[réf. nécessaire].
En 2007, Guy Halsall soutient que les sites de la culture de Tcherniakhov témoignent d’une interaction culturelle forte entre divers peuples vivant dans la région avant l’expansion des Slaves, que ce soient des Sarmates, des Daces, des Daco-Thraces romanisés, des proto-Slaves, ou des Goths qui, selon l’historien britannique Peter Heather, sont, dans la mixité de la culture de Tcherniakhov, l’élément unificateur lors de leur expansion dans les bassins de la Vistule, du bas-Danube et du Dniepr jusqu’au nord du Bosphore Cimmérien.
Heather s’appuie sur les sources littéraires qui attestent que c'étaient les Goths qui, politiquement, retenaient l’attention des autorités romaines contemporaines. En particulier, le développement de cette culture coïncide assez précisément avec le récit que fait Jordanès de la migration des Goths depuis le pays nordique de Gothiscandza vers la mystérieuse Oium sous la conduite de leur chef Filimer. D’ailleurs, il souligne que les pressions qui ont catalysé la genèse de la culture de Tcherniakhov trouvent leur origine dans la culture de Wielbark, née en Poméranie au milieu du Ier siècle, qui se répandit en remontant la Vistule au cours des IIe siècle et IIIe siècles. Plusieurs traits de la culture de Wielbark se retrouvent partout dans l’espace de Tcherniakhov : les céramiques typiquement germaniques, les fibules en or et les tuniques des femmes, et, surtout, les inhumations à rite double (inhumation/crémation) sans armes.

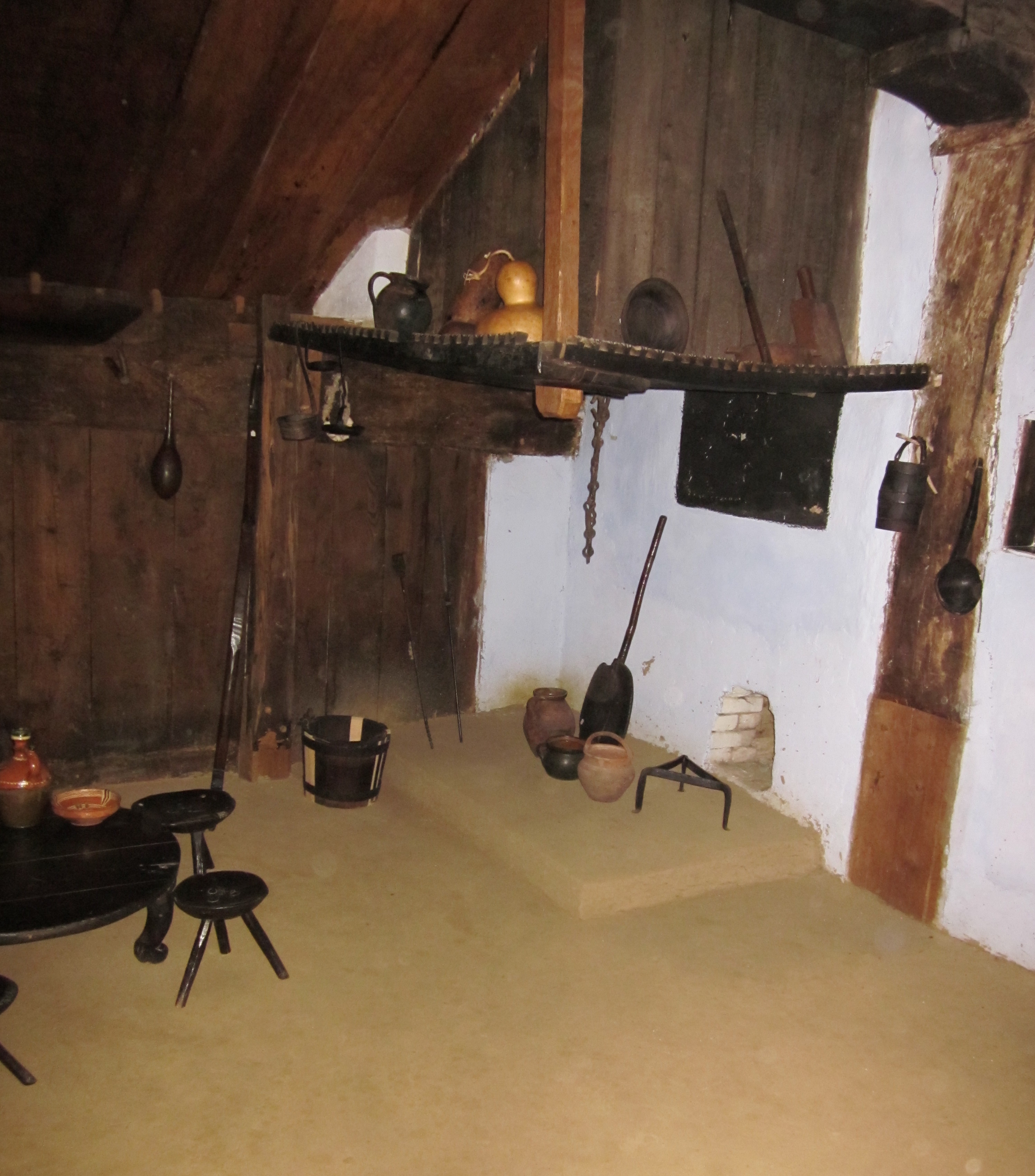
Reconstitution d'un bordei (intérieur) à Bucarest.

Enfin, bien que les cultures puissent s’étendre sans que cela implique de grands mouvements de population, Heather relève que le nombre de villages dans l’espace d’origine de la culture de Wielbark (la Poméranie) diminue corrélativement au développement de la culture de Tcherniakhov, et y voit la preuve d’une migration importante vers l’Est. Mettant ces données en parallèle avec les récits de Jordanès, Heather conclut que les migrations des Goths (et d’autres Germains orientaux comme les Hérules et les Gépides) « ont joué un rôle de premier plan dans la naissance de la culture de Tcherniakhov. » Il précise que cette expansion n’a pas été une migration unique, menée par un seul prince, mais qu’elle était le fait de petites tribus, parfois opposées entre elles.
Guy Halsall conteste plusieurs des conclusions de Heather. Il ne voit pas de succession chronologique entre la culture de Wielbark et celle de Tcherniakhov, étant donné que la phase finale de la culture de la première est contemporaine de la seconde, et qu’en outre les deux régions n’ont qu’un lien territorial très ténu : « Bien qu’on affirme souvent que le travail des métaux de Tcherniakhov dérive des types de Wielbark, un examen minutieux révèle qu’il n’y a qu’un petit nombre d’objets présentant des similitudes générales avec des artefacts de Wielbark. » L’historien américain Michael Kulikowski conteste lui aussi la filiation de la culture de Wielbark : il souligne que le principal argument en faveur de cette thèse est une « caractéristique négative » (l’absence d'armes dans les sépultures), argumentation toujours plus faible qu’une preuve positive. Il avance que la culture de Tcherniakhov a pu naître aussi bien de l’évolution de cultures indigènes (Sarmates, Grecs pontiques, Carpes ou autres Daces), d’une interaction culturelle avec la culture de Przeworsk et avec les peuples des steppes. En outre, il réfute la présence de Goths dans cet espace avant le IIIe siècle. Kulikowsky soutient qu’aucune tribu gothe, pas même un noyau (kernall) de guerriers, n’a émigré si tôt de Scandinavie ou de la Baltique, et estime que les « Goths » se sont constitués plus tard in situ en absorbant les cultures antérieures. Comme les Alamans ou les Francs, les Goths n’auraient été selon lui qu’une réponse à « l’institution du Limes romain. » 
D’autres traits, comme l’existence d’une minorité de tombes contenant des armes, renvoient aux culture de Przeworsk et de Tsaroubinets : cette dernière est généralement associée aux Protoslaves.
Du point de vue linguistique, la période et l’étendue de la culture de Tcherniakhov coïncident avec celles où le proto-slave, le proto-roumain et l’iranien se sont enrichis d’emprunts lexicaux mutuels, et où le proto-slave a emprunté un grand nombre de termes aux Langues germaniques (mais le gotique comporte lui-même quelques emprunts au proto-slave),.
Enfin, une étude génétique de 2019 révèle une discontinuité génétique au début et à la fin de la période scythe dans la steppe pontique. Cette discontinuité génétique conforte l’hypothèse des mouvements de populations et pas seulement d’échanges culturels, et, par déduction, de l’apparition d’une composante gothe dans la culture de Tcherniakhov. Les auteurs notent que les échantillons étudiés de la culture de Tcherniakhov post-datant les Scythes en Ukraine ont une proportion significativement plus élevée d'ascendance proche-orientale que les autres échantillons de cette étude (qui sont des anciens individus des steppes occidentales et orientales, y compris des Scythes ainsi que des échantillons antérieurs et postérieurs à eux). Ils supposent que cet excès d'ascendance proche-orientale dans la culture de Tcherniakhov est lié à des populations européennes dont la proportion d'ascendance proche-orientale a dépassé celle des populations des steppes depuis l'expansion néolithique des premiers agriculteurs.

## Vestiges archéologiques
Les éléments qui suivent sont tirés de Matthews et Heather 1991, p. 50-92.

### Villages

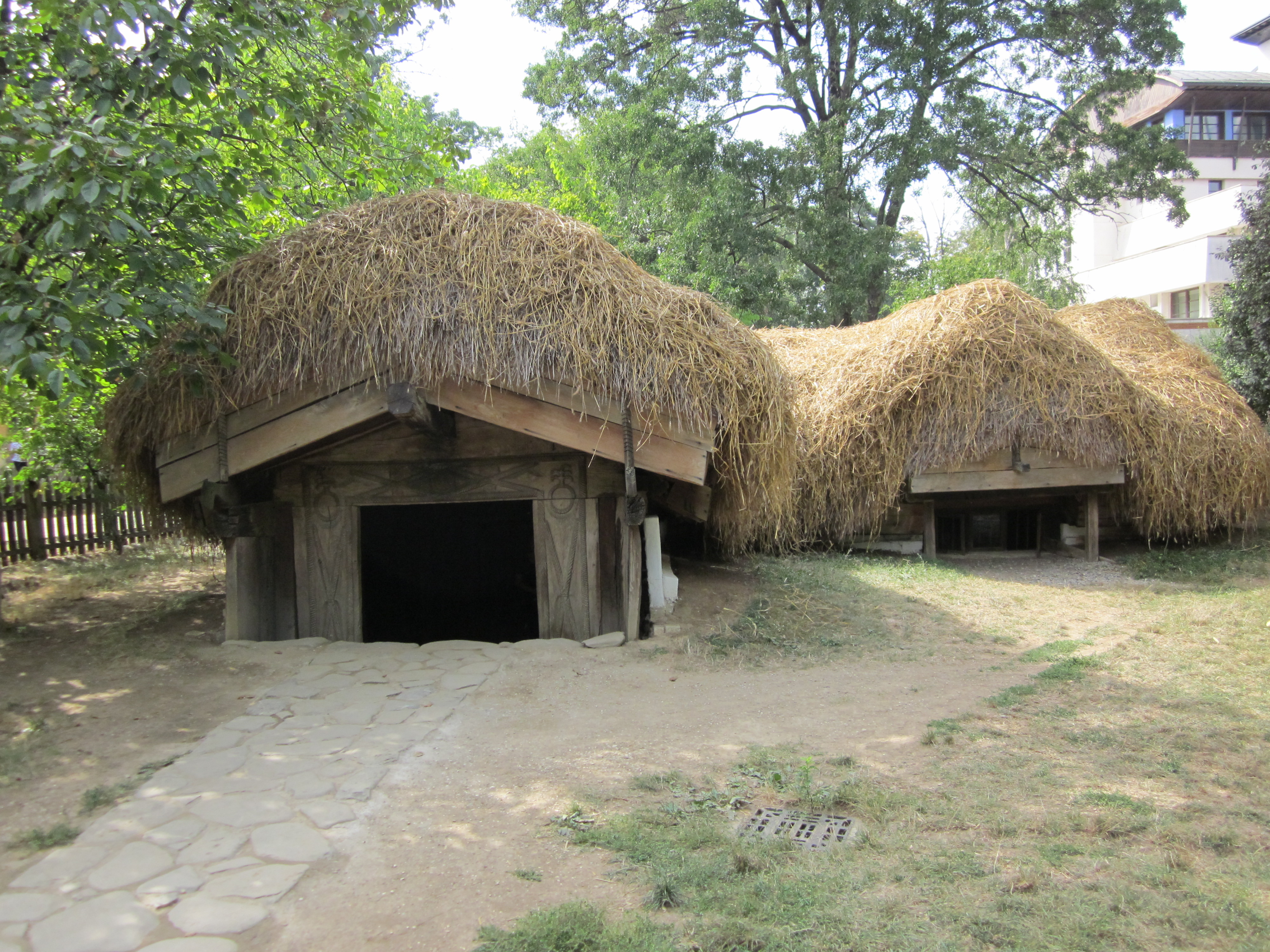
Reconstitution d'un bordei (extérieur) à Bucarest.

Les maisons étaient alignées en rues parallèles, et l'on y retrouve deux types dominants. Majoritairement, ce sont des huttes semi-enterrées, appelées Grubenhäuser par les savants germanophones, Yamnyi doma (ямные дома, les maisons fosses, яма voulant dire fosse en russe) par les slaves orientaux et bordeie par les roumains, de taille généralement modeste, de 5 à 16 m2. L'autre type prédominant, ce sont des fermes de plain-pied où les étables sont dans le prolongement de la pièce d'habitation, appelée Wohnstallhaus par les germanophones, jilaya konyouchnya (жилая конюшня) par les slavophones et odaia mare par les roumanophones. Elles sont de taille variable, mais la pièce d'habitation y est généralement plus grande que dans une hutte. Quelques villages présentent les deux types de maison, bien que la plupart des sites moldaves et roumains ne comportent que les bordeie. Si l'existence de ces deux types de maison a pu être attribuée à des ethnies coexistant sur un même espace, elles reflètent surtout des différences socio-économiques : les fermes de type Wohnstallhaus sont typiques des villages germains d'Europe centrale, et elles sont absentes des cultures anciennes de l'Europe balkanique. En revanche, on a retrouvé des huttes semi-enterrées (bordeie) aussi bien chez les anciens Daces des Carpates que chez les habitants de la steppe boisée en Ukraine, et elles persistent jusqu'à une époque beaucoup plus tardive : elles furent l'habitat typique des Volochovènes du XIIIe siècle et se répandront dans toute l'Europe orientale. Quelle que soit l'origine de ces habitats, ils se généralisèrent dans tout l'espace de la culture de Tcherniakhov.

### Rites funéraires
On pratiquait aussi bien l'inhumation que la crémation. Les morts étaient enterrés avec des objets (poteries, ustensiles en fer, peignes en os, bijoux), bien que dans la phase finale de cette civilisation le nombre d'objets diminue. En ce qui concerne les inhumations, les morts étaient généralement allongés avec la tête vers le nord, bien qu'une minorité de sépulture reflète une orientation est-ouest. Les offrandes funéraires consistent souvent en fibules, agrafes de ceinture, peignes en os, coupes à boire et autres bijoux. Les sépultures féminines présentent des similitudes profondes avec celles de la culture germanique de Wielbark : la défunte porte une paire de fibules, une à chaque épaule. Comme dans la culture de Wielbark, les sépultures du Tcherniakhov bannissent la présence d'armes, sauf pour quelques rites de crémation qui rappellent la culture de Przeworsk. Bien qu'on associe traditionnellement les crémations aux peuplades germaniques et slaves, et l'inhumation aux peuples nomades, une analyse plus poussée révèle que la coexistence des deux rites (inhumation et crémation) caractérise une première période, tandis que vers la fin de cette culture l'inhumation sans offrande tendait à se généraliser. Cela peut aussi bien refléter une influence chrétienne qu'une évolution des croyances sur l'au-delà dans les mythologies dace, slave et germanique.

### Céramiques

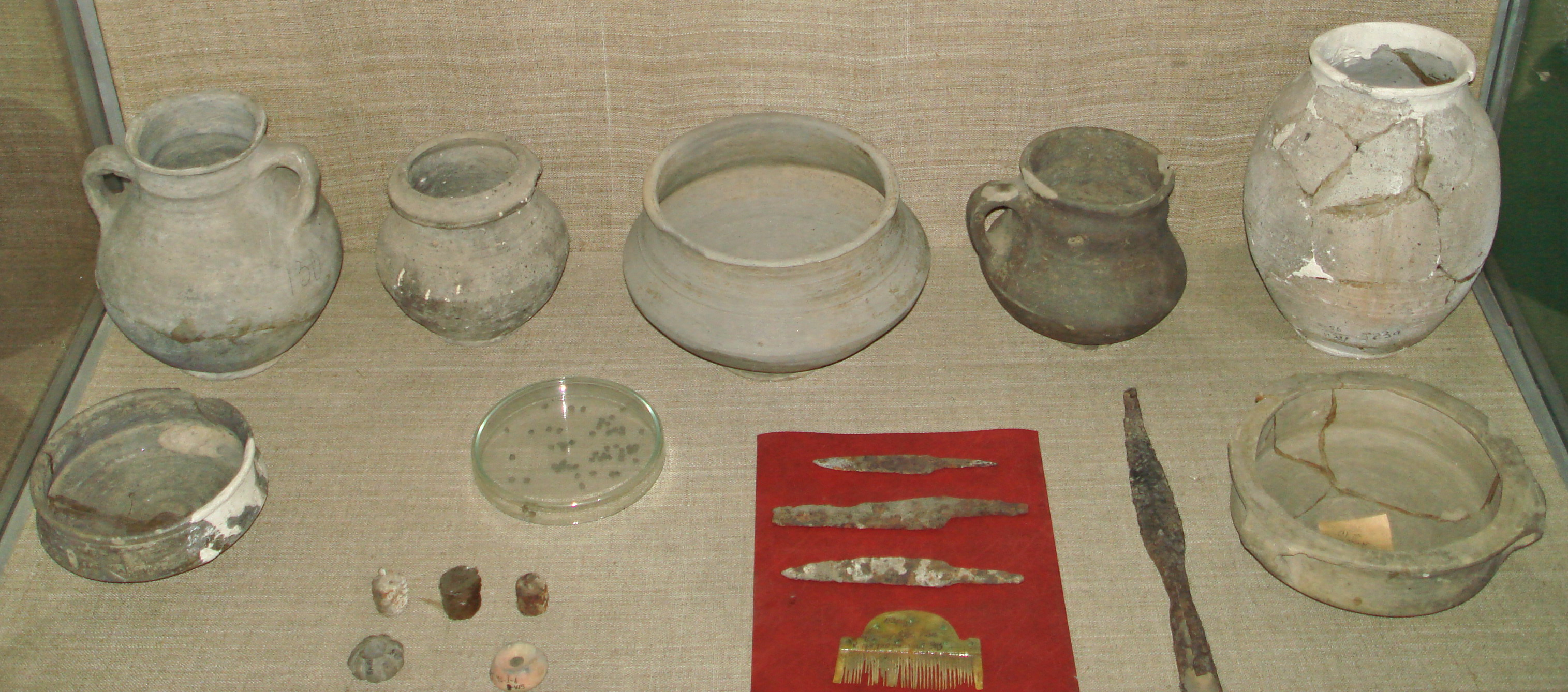
Vestiges extraits de la nécropole de Budești dans le Raion de Criuleni, en Moldavie, IIIe siècle-IVe siècle siècle de notre ère.

La poterie, exécutée au tour de potier aussi bien qu'à la main, était essentiellement d'origine locale. La poterie au tour prédominait, et était faite d'une argile de meilleure qualité. Elle rappelle des types sarmates plus anciens, mais avec des raffinements d'influence romaine ou celtique. Les céramiques manuelles présentent une plus grande variété dans la forme, et était quelquefois incisée de motifs en traits. On a aussi mis au jour des amphores romaines, ce qui suggère des échanges commerciaux avec l'Empire romain. On relève aussi la présence, modeste mais uniforme, de poteries manuelles typiques des Germains de l'Elbe.

### Économie
La culture de Tcherniakhov était principalement celle de peuples sédentaires, voués à la culture des céréales (surtout le blé, l'orge et le millet). On a mis au jour un peu partout des araires, des faucilles et des faux. L'élevage du bétail paraît avoir fourni le principal mode de traction animale, l'élevage de chevaux étant confiné à la steppe. Le travail des métaux était pratiqué dans tout l'espace de Tcherniakhov, et la plupart des objets en métal étaient de fabrication locale, bien qu'il y ait quelques indices d'une spécialisation régionale.

## Déclin
La fin de la culture de Tcherniakhov, au Ve siècle, est attribuée à l’invasion des Huns. On ne cherche plus à l'expliquer par une migration en masse de la population, quoique les Goths aient effectivement migré en partie vers l'ouest : les théories actuelles y voient plutôt le résultat d'une déliquescence des structures politiques qui faisaient sa cohésion. John Mathews estime que, par delà son homogénéité culturelle, il s'y était maintenu des distinctions ethniques. Avec la chute de l'élite gothe, certains éléments autochtones ont persisté, et se sont même éparpillés territorialement : phénomène associé avec l’avènement et l’expansion des Protoslaves.